# La Fresnaie-Fayel
La Fresnaie-Fayel (la fʁɛ.nɛ.fa.jɛlⓘ) es una población y comuna francesa, situada en la región de Baja Normandía, departamento de Orne, en el distrito de Argentan y cantón de Gacé.

## Demografía
| 76 | 66 | 47 | 35 | 38 | 49 |
| Para los censos de 1962 a 1999 la población legal corresponde a la población sin duplicidades (Fuente: INSEE [Consultar]) |    |    |    |    |    |